# 约翰·霍姆斯
约翰·柯蒂斯·霍姆斯（John Curtis Holmes，1944年8月8日—1988年3月13日），美國色情電影男演員。他演過兩千多部色情電影。他在1988年3月13日於美國洛杉磯死於愛滋病的併發症。據說他的陰莖約有十三英寸長(32 cm)，並曾與超過一萬個女人性交。他成名後沉迷於毒品。因為他的去世使得美國色情電影界對預防愛滋病採取了大規模的行動。
1997年美國電影不羈夜即為影射色情電影男演員的故事
。

## 延伸阅读
- Braunstein, Peter. . Dirt. October 20, 1999. （原始内容存档于2002年12月30日）.